# Каневский, Зиновий Михайлович
Зино́вий Миха́йлович Кане́вский (15 сентября 1932, Москва, СССР — 15 марта 1996, Москва, Россия) — советский и российский полярный исследователь, географ, гляциолог, писатель. Почётный полярник, Лауреат Всесоюзного конкурса на лучшее произведение научно-популярной литературы (1973), член Союза писателей СССР (1979).

## Биография
В 1955 году окончил географический факультет МГУ им. М. В. Ломоносова.
В ходе зимовки на Новой Земле в 1959 году попал в ураган (бора). В результате обморожения лишился обеих рук от локтей и пальцев на ногах.
Автор научно-популярных и научно-художественных книг об исследованиях Арктики и Антарктики, в том числе «Между двух океанов» (1969), «Разгаданный полюс», «Льды и судьбы» (обе — 1973), «Цена прогноза» (1976), «Директор Арктики» (1977), «Бороться и искать!» (1979), «Вся жизнь — экспедиция» (1982), «Всем ветрам назло!» (1983), «Это было в полярных широтах» (1985), «Загадки и трагедии Арктики» (1991), посмертно опубликованной автобиографической повести «Жить для возвращения» (2001). Публиковал статьи, очерки, рецензии в журналах «Знание — сила» (был многолетним сотрудником редакции), «Земля и Вселенная», «Природа» и других периодических изданиях.
Похоронен на московском Новом Донском кладбище.
Юрий Чайковский посвятил памяти Зиновия Каневского свою книгу «Мысы Ледовитого напоминают».

### Книги
1969
- Каневский З. М. Между двух океанов : (Из истории освоения советскими людьми Северного морского пути). — М. : Политиздат, 1969. — 88 с., 2 л. ил. — (Страницы истории Советской Родины).

1973
- Каневский З. М. Разгаданный полюс. — М. : Политиздат, 1973. — 111 с. : ил. — (Страницы истории Советской Родины).
- Каневский З. М. Льды и судьбы : (Очерки об исследователях и исследованиях Советской Арктики). — М. : Знание, 1973. — 175 с., 8 л. ил. : карт.

1976
- Каневский З. М. Цена прогноза / [послесл. Е. М. Сузюмова]. — Л. : Гидрометеоиздат, 1976. — 126 с., 6 л. ил.

1977
- Каневский З. М. Директор Арктики : [о Р. Л. Самойловиче]. — М. : Политиздат, 1977. — 62 с., 2 л. ил.

1979
- Каневский З. М. Бороться и искать! : Размышления о профессии полярника. — Л. : Гидрометеоиздат, 1979. — 136, [1] с., 8 л. ил. — (Арктика, XX в.).

1982
- Каневский З. М. Вся жизнь — экспедиция : [О Р. Л. Самойловиче]. — М. : Мысль, 1982. — 108 с. : ил. — (Замечательные географы и путешественники).

1983
- Каневский З. М. Всем ветрам назло!. — М. : Детская литература, 1983. — 159 с. : ил.

1985
- Каневский З. М. Это было в полярных широтах. — М. : Политиздат, 1985. — 192 с., 8 л. ил.

1991
- Каневский З. М. Загадки и трагедии Арктики. — М. : Знание, 1991. — 191 с. : ил. — ISBN 5-07-001317-3.
  - [То же]. — М. : Paulsen, 2020. — 224 с. : ил., портр. — ISBN ISBN 978-5-98797-260-1.

2001
- Каневский З. М. Жить для возвращения : автобиографическая повесть. — М. : Аграф, 2001. — 443, [2] с. — (Символы времени). — ISBN 5-7784-0178-7.

### Статьи, очерки, репортажи, рецензии
1968
- Каневский З. М. Есть земля на севере Францева Иосифа // Знание — сила. — 1968. — № 11. — С. 8—12.

1969
- Каневский З. М. Через год подлежит списанию… // Знание — сила. — 1969. — № 6. — С. 8—11.
- Каневский З. М. Ледовая пахота // Знание — сила. — 1969. — № 8. — С. 8—11.

1970
- Каневский З. М. Кавказ подо мною // Знание — сила. — 1970. — № 2. — С. 8—11.
- Каневский З. М. Русская Гавань // Знание — сила. — 1970. — № 5. — С. 32—36.
- Каневский З. М. На дне… // Знание — сила. — 1970. — № 7. — С. 23—26.
- Каневский З. М. «Итак, начинается песня о ветре…» : [интервью с академиком Д. В. Наливкиным] // Знание — сила. — 1970. — № 10. — С. 22—23.
- Каневский З. М. Гренландский патруль // Знание — сила. — 1970. — № 12. — С. 38—42.

1971
- Каневский З. М. Города и воды // Знание — сила. — 1971. — № 1. — С. 10—14.
- Каневский З. М. «Северный Полюс-2» // Знание — сила. — 1971. — № 4. — С. 30—34.
- Каневский З. М. «Батавия», погибшая и обретённая // Знание — сила. — 1971. — № 9. — С. 55—58 ; № 10. — С. 34—36.

1972
- Зубков Б. В., Каневский З. М. Удивительный ДВС // Знание — сила. — 1972. — № 1. — С. 64. — Рец. на кн.: Гуськов Г. Г. Необычные двигатели. — М. : Знание, 1971. — 63 с.
- Каневский З. М. Сочинение на школьную тему // Знание — сила. — 1972. — № 2. — С. 35—37.
- Каневский З. М. Эта трижды нелёгкая служба // Знание — сила. — 1972. — № 12. — С. 43—47.

1973
- Каневский З. М. Ещё один Фритьоф Нансен // Знание — сила. — 1973. — № 10. — С. 44—45. — Рец. на кн.: Нансен-Хейер Л. Книга об отце / пер. с норв. Н. Б. Ефремовой, Т. А. Алимовой, М. П. Ганзен, О. А. Комаровой, И. П. Стребловой. — Л. : Гидрометеоиздат, 1971. — 452 с., [16] л. ил.

1974
- Каневский З. М. Проза о прогнозе // Знание — сила. — 1974. — № 2. — С. 25, 28 ; № 3. — С. 5—7.
- Каневский З. М. Пройти по следу… // Знание — сила. — 1974. — № 11. — С. 34—35.

1975
- Каневский З. М. Директор Арктики // Знание — сила. — 1975. — № 2. — С. 36—39 ; № 4. — С. 46—48.
- Каневский З. М. Ни дна без карты // Знание — сила. — 1975. — № 8. — С. 4—6.
- Каневский З. М. Имя на карте // Знание — сила. — 1975. — № 11. — С. 43. — Рец. на кн.: Топонимика морей Советской Арктики : [Справочник] / С. В. Попов, В. А. Троицкий ; Географическое общество СССР. Гидрографическое предприятие ММФ. — Л. : [б. и.], 1972. — 316 с.

1976
- Каневский З. М. Полярник // Природа. — 1976. — № 5. — С. 52—63.
- Каневский З. М. Доктор Леонтьев. Доктор Кузьмина // Знание — сила. — 1976. — № 6. — С. 18—20.
- Каневский З. М. Роберт Фицрой сто лет спустя // Природа. — 1976. — № 6. — С. 156—158. — Рец. на кн.: Меллерш Г. Е. Фицрой — капитан «Бигля / пер. с англ. Г. А. Островской ; под ред. и с послесл. С. П. Хромова. — Л. : Гидрометеоиздат, 1975. — 256 с.
- Каневский З. М. Диалог о землеописании : [интервью с исполнительным директором оргкомитета XXIII Международного географического конгресса А. М. Грином] // Знание — сила. — 1976. — № 7. — С. 3—6.
- Каневский З. М. Человек Эрнст Кренкель // Знание — сила. — 1976. — № 7. — С. 38—39. — Рец. на кн.: Наш Кренкель / сост. Н. Я. Болотников, Б. А. Кремер, под ред. акад. Е. К. Фёдорова. — Л. : Гидрометеоиздат, 1975. — 174 с.
- Каневский З. М. Северянин по призванию // Природа. — 1976. — № 10. — С. 124—138.

1977
- Каневский З. М. Погода на транзисторах // Знание — сила. — 1977. — № 6. — С. 7—9.
- Каневский З. М. Арктика, конец столетия… // Знание — сила. — 1977. — № 7. — С. 26—37. — Рец. на ст.: Волков Н. А., Захаров В. Ф. Эволюция ледяного покрова в Арктике в связи с изменениями климата // Метеорология и гидрология. — 1977. — № 7.
- Каневский З. М. Разбуженная Арктика // Знание — сила. — 1977. — № 10. — С. 23—28.

1978
- Каневский З. М. Полярный лётчик // Знание — сила. — 1978. — № 4. — С. 42—45.
- Каневский З. М. Строчка истории // Знание — сила. — 1978. — № 6. — С. 41—42. — Рец. на кн.: Стромилов Н. Н. Впервые над полюсом : (Из записок полярника) / [послесл. акад. Е. К. Фёдорова]. — Л. : Гидрометеоиздат, 1977. — 141 с. — (Арктика, XX в.).
- Каневский З. М. «Ужасное разочарование…» // Природа. — 1978. — № 10. — С. 94—98.

1980
- Каневский З. М. То, что оставалось «за кадром» // Знание — сила. — 1980. — № 10. — С. 25.

1981
- Каневский З. М. Лаборатория плывёт во льдах // Знание — сила : [беседа с д. г. н. З. М. Гудковичем]. — 1981. — № 4. — С. 10—12.
- Каневский З. М. «Пропавшая» экспедиция // Знание — сила. — 1981. — № 5. — С. 36—38.
  - [То же] // Знание — сила. — 2018. — № 7. — С. 40—46.

1982
- Каневский З. М. Мы географию учили по Баранскому : [беседа с д. г. н., профессором, лауреатом Государственной премии СССР Я. М. Машбицем] // Знание — сила. — 1982. — № 2. — С. 38—40.
- Каневский З. М. Морозное лето в Кристальных горах // Знание — сила. — 1982. — № 12. — С. 26—31.

1985
- Каневский З. М. «Похитить молчаливую тайну Севера…» // Знание — сила. — 1985. — № 3. — С. 35. — Рец. на кн.: Борисов Н. П. Художник вечных льдов : Жизнь и творчество А. А. Борисова, 1866—1934. — Л. : Художник РСФСР, 1983. — 268 с.

1986
- Каневский З. М. От «Челюскина» до «Сомова» // Природа. — 1986. — № 1. — С. 72—85.
- Каневский З. М. Теоретик Арктики // Знание — сила. — 1986. — № 2. — С. 46—48.

1987
- Каневский З. М. Школа, которая называется зимовкой // Знание — сила. — 1987. — № 3. — С. 51—52. — Рец. на кн.: Зотиков И. А. За разгадкой тайн Ледяного континента / [предисл. Г. П. Задорожного]. — М. : Мысль, 1984. — 247, [7] с.

1988
- Каневский З. М. Не сотвори себе кумира // Природа. — 1988. — № 8. — С. 72—79.

1989
- Каневский З. М. И станут возвращаться имена… // Земля и Вселенная. — 1989. — № 1. — С. 60—66.
- Каневский З. М. Страшнее всех стихий // Знание — сила. — 1989. — № 12. — С. 82—89.

1990
- Каневский З. М. Крик о помощи // Знание — сила. — 1990. — № 5. — С. 34—40.

1991
- Каневский З. М. Его диссертация — на всех картах мира! // Природа. — 1991. — № 6. — С. 70—83.

1992
- Каневский З. М. Есть и водородная… // Знание — сила. — 1992. — № 3. — С. 8—14.
- Каневский З. М. Легендарный «Красин» // Природа. — 1992. — № 7. — С. 92—101.

1993
- Каневский З. М. Совсекретная Арктика // Знание — сила. — 1993. — № 9. — С. 121—134.

1994
- Каневский З. М. Жизнь с Тоником : Отрывки из воспоминаний : [о Н. Я. Эйдельмане] // Знание — сила. — 1994. — № 6. — С. 131—141.
- Каневский З. М. Секретные экспедиции // Детская энциклопедия. — М., 1994. — Т. 3 : География. — С. 206—207.

1996
- Каневский З. М. «Давно приехали, Савва Тимофеевич?..» // Знание — сила. — 1996. — № 2. — С. 122—131.

2013
- Каневский З. М. Погода и конвои идут с Запада // Знание — сила. — 2013. — № 5. — С. 46—49.

### О Зиновии Каневском
- Московская энциклопедия. — М. : Фонд «Московские энциклопедии», 2008. — Т. 1 : Лица Москвы, кн. 2 : И — М.
- Бельская Г. П. Остров в океане : [К 95-летию журнала «Знание — сила»] // Знание — сила. — 2021. — № 1. — С. 69—80.
- Зубрева М. Ю. Одиссея Зиновия Каневского // Природа. — 2002. — № 8. — С. 89—92. — Рец. на кн.: Каневский, 2001